# Cérilly (Allier)
Cérilly – miejscowość i gmina we Francji, w regionie Owernia-Rodan-Alpy, w departamencie Allier.

## Demografia
Według danych na rok 1990 gminę zamieszkiwało 1591 osób, a gęstość zaludnienia wynosiła 23 osoby/km². W styczniu 2015 r. Cérilly zamieszkiwało 1348 osób, przy gęstości zaludnienia wynoszącej 19,5 osób/km².